# Bunuba
Le bunuba (ou bunaba) est une langue aborigène de la famille bunubane, parlée dans l'extrême Nord-Ouest de l'Australie.
En 2016, 38 personnes déclarent parler le bunuba à la maison.

## Classification
Le bunuba forme avec le gooniyandi la petite famille des langues bunubanes.